# بیلی شارپ
بیلی شارپ (انگلیسی: Billy Sharp؛ زادهٔ ۵ فوریهٔ ۱۹۸۶) یک بازیکن فوتبال اهل بریتانیا است.